# Corridoio Mediterraneo
Il corridoio Mediterraneo è il terzo dei nove assi prioritari del sistema di reti transeuropee dei trasporti (TEN-T).

## Percorso
Il Corridoio Mediterraneo attraversa sei nazioni europee: Spagna, Francia, Italia, Slovenia, Croazia ed Ungheria e lungo la sua rotta passa per: Almería, Valencia, Madrid, Saragozza, Barcellona, Marsiglia, Lione, Torino, Milano, Verona, Padova, Venezia, Trieste, Capodistria, Lubiana, Budapest, Záhony, terminando al confine con l'Ucraina.
Tuttavia il percorso prosegue con il quinto corridoio paneuropeo verso Kiev.